# Günther Neufeldt
Günther Neufeldt (* 28. Januar 1956 in Hildesheim) ist ein deutscher Fernsehjournalist.

## Werdegang
Günther Neufeldt wurde an der Deutschen Journalistenschule in München ausgebildet. Außerdem studierte er Jura, Politik- und Kommunikationswissenschaft.
Nachdem er seine Ausbildung abgeschlossen hatte, begann er beim NDR-Hörfunk als Reporter. 1987 wechselte er zu RIAS-TV, wo er unter anderem als Korrespondent in den USA und in der DDR tätig war. 
1991 wechselte er zum ZDF, wo er von 1991 bis 1999 das ZDF-Mittagsmagazin präsentierte. Außerdem moderierte er das länderjournal und von 1997 bis 2000 die Nachtausgabe der heute-Nachrichten heute nacht. Im November 2000 übernahm er die Redaktionsleitung der drehscheibe Deutschland. In dieser Sendung war er auch von 2000 bis 2001 als Moderator tätig. Im April 2003 wechselte er zu den ZDF.reporter/ZDF.reportage, wo er zeitweise stellvertretender Redaktionsleiter war. Seit der Absetzung der ZDF.reporter im März 2011 ist Neufeldt auch in der heute-Redaktion tätig.
Neufeldt ist verheiratet und hat zwei Kinder.